# Day Of The Fight
Day of the Fight és un documental en blanc i negre de l'any 1951 considerat com la primera pel·lícula dirigida per Stanley Kubrick.
Tot i que el comprador inicial de la pel·lícula es va fer enrere a l'últim moment, Kubrick va ser capaç de vendre-la a RKO Pictures per 4.000 dòlars (obtenint un petit benefici de 100 dòlars, si tenim en compte que li va costar 3.900 dòlars produir-la).

## Argument
La pel·lícula està basada en un reportatge fotogràfic previ que li havia encarregat a Kubrick la revista Look anomenat Prizefighter (publicat el 18 de gener de 1949). En aquest documental es relata la vida d'un boxejador irlandès anomenat Walter Cartier. La pel·lícula està narrada pel presentador de ràdio i televisió Douglas Edwards.
Day of the Fight mostra un dia en la seva vida, concretament el dia de la lluita contra el boxejador de raça negra Bobby James, el 17 d'abril de 1950. El film s'inicia amb una breu història de la boxa. Tot seguit connecta amb el dia de la lluita de Cartier amb James. El relat d'aquest dia comença amb l'esmorzar del boxejador, la visita a la missa del matí on pren la comunió, seguit d'una sessió d'entrenament i el dinar. A les 4 de la tarda, es dirigeix cap a Laurel Gardens, a Newark (Nova Jersey) on comença a preparar-se pel combat, entrenant i finalment esperant que el cridin als vestuaris, fins que comença el combat a les 22 hores.
En aquest moment es prepara per a ser el lluitador que l'ocasió demana. A continuació els dos boxadors lluiten mentre el públic els anima i finalment el combat s'acaba amb ell sent-ne el vencedor.